# Rokycany (district de Prešov)
Pour les articles homonymes, voir Rokycany.
Rokycany est un village de Slovaquie situé dans la région de Prešov.

## Histoire
Première mention écrite du village en 1295.

## Démographie

### Évolution de la population
| Année:               | 1994. | 2004.    | 2014.    | 2024.   |
| -------------------- | ----- | -------- | -------- | ------- |
| Nombre de personnes: | 630   | 793      | 1010     | 1076    |
| Différence:          |       | +25,87 % | +27,36 % | +6,53 % |

| Année:               | 2023. | 2024.   |
| -------------------- | ----- | ------- |
| Nombre de personnes: | 1073  | 1076    |
| Différence:          |       | +0,27 % |